# Vishnugupta Chânakya
 (novembre 2018).
Si vous disposez d'ouvrages ou d'articles de référence ou si vous connaissez des sites web de qualité traitant du thème abordé ici, merci de compléter l'article en donnant les références utiles à sa vérifiabilité et en les liant à la section « Notes et références ».
Vishnugupta Chânakya (vers -350 – vers -275) est un brâhmane et l'un des premiers penseurs politiques indiens connus.

## Vie
Son lieu de naissance est sujet à controverse : certains le pensent originaire de Taxila, où il aurait fait ses études, d'autres le voient naître dans la région du Kerala moderne. On l'identifie souvent à Kautilya, l'auteur du Kautilîya-Arthashâstra. Beaucoup de ce que l'on raconte de sa vie tient plus de la tradition que de l'histoire proprement dite, même si cette tradition a probablement un fond historique.

## Œuvre
Il est l'auteur de plusieurs traités en sanskrit sur l'art de gouverner, en particulier le Chânakyanîtishâstra, un texte aujourd'hui perdu mais largement cité et commenté, et par suite il est souvent qualifié de Machiavel de l'Inde.
La tradition, qui lui donne le titre de faiseur de rois, prétend que, rejeté hors de la cour du Magadha et désireux de se venger de cet affront, Chânakya choisit un jeune garçon prometteur, le futur Chandragupta Maurya, et en fait l'un des plus grands empereurs de l'Inde, jusqu'alors divisée en une multitude d'États et royaumes. Il n'hésite pas ainsi à faire supprimer tous les princes Nânda de la dynastie Shaishunâga pour mettre sur le trône son protégé. Après l'expédition d'Alexandre le Grand, l'Inde est ainsi unie politiquement sous la direction de Chandragupta Maurya.
Malgré la perte de ses textes, on en retrouve de nombreux passages dans des œuvres comme le Bstan-gyur tibétain, le Chânakyanîti, le Chânakyashataka et le Vriddhachânakya.

## Ce qu'on dit de lui
On trouve une description de Chânakya dans le livre de Nehru, La découverte de l'Inde : « Chânakya est appelé le Machiavel indien et dans une certaine mesure cette comparaison est justifiée. Mais c'était un personnage beaucoup plus important dans bien des domaines, en particulier en ce qui, concerne l'intellect et la raison. Il n'était pas, comme on pourrait le penser, le disciple d'un roi ou l'humble conseiller d'un empereur puissant. Une image de lui émerge d'une ancienne pièce de théâtre en sanskrit Mudra Rakshasa ou l'anneau de Rakshasa dont l'action se déroule au cours de cette période : fier, vengeur et planificateur, n'oubliant jamais une offense, toujours tendu vers son but, se servant de tous les artifices pour tromper et défaire l'ennemi, il siège, les rênes de l'empire entre ses mains et considère l'empereur davantage comme un élève bien-aimé que comme son maître. Menant une vie simple et austère, indifférent à la splendeur et à l'apparat d'une situation élevée, quand il eut accompli son but, il ne désirait plus que se retirer, à la manière des brâhmanes, pour une vie de contemplation.
Selon le professeur Roger Boesche dans son ouvrage The First Great Political Realist: Kautilya and His Arthashastra : « On est secoué lorsqu'on revient à Machiavel après la lecture des écrits militaires de Kautilya. Il devient tout à fait évident que Machiavel n'a rien à nous dire de nouveau au sujet de la guerre, car il croyait que les Grecs et les Romains de l'Antiquité connaissaient tout ce qu'il y avait à en savoir - hormis des choses telles que l'artillerie… Ils (Kautilya et Sun Tzu) étaient aussi disposés à gagner en suivant des méthodes que Machiavel considérerait comme déshonorantes et honteuses - l'assassinat, la désinformation, l'instigation de querelles entre les ministres par l'exploitation de leur cupidité, au moyen de pots-de-vin, ou leur concupiscence, en utilisant la beauté d'une espionne, et ainsi de suite. Machiavel - qui ne discute même pas de la stratégie de guérilla - aurait été facilement dépassé par des généraux ayant lu Sun Tzu ou Kautilya. »

## Source
- Louis Frédéric, Dictionnaire de la civilisation indienne, Robert Laffont, 1987, 1276 p. (ISBN 2-221-01258-5)